# Gare de Surgères
Gare de Surgères vasútállomás Franciaországban, Surgères településen.

## Vasútvonalak
Az állomást az alábbi vasútvonalak érintik:
- Saint-Benoît-La Rochelle-Ville-vasútvonal

## Kapcsolódó állomások
A vasútállomáshoz az alábbi állomások vannak a legközelebb:
- Gare de La Rochelle-Ville
- Gare de Mauzé
- Gare d'Aigrefeuille - Le Thou